# Oliver Goldsmith
Oliver Goldsmith (ur. 10 listopada 1728, zm. 4 kwietnia 1774 w Londynie) – irlandzki lekarz i pisarz, znany przede wszystkim jako autor powieści Pleban z Wakefieldu (1766, tyt. oryg. The Vicar of Wakefield).
Także twórca eposu pastoralnego The Deserted Village (1770) (napisanego ku pamięci zmarłego brata) oraz sztuk teatralnych: The Good-natur'd Man (1768) i She Stoops to Conquer (1771), wystawionej po raz pierwszy w 1773 r.